# Козловский, Александр Николаевич (учёный)
Алекса́ндр Никола́евич Козло́вский (бел. Аляксандр Мікалаевіч Казлоўскі) (1832, Мстиславский повет, Могилёвская губерния — 1890) — российский учёный-агроном. Профессор Горыгорецкого земледельческого института.
Основные труды посвящены вопросам обработки почв и осушению земли. Один из первых в Российской империи стал разрабатывать экономические и статистические проблемы мелиорации.

## Биография
Родился в 1832 году.
Окончил Минскую гимназию.
В командировках в Германии, Бельгии, Англии изучал опыт исследования дренажа. В 1859 году опубликовал в России очерк истории и статистики дренажа в Западной Европе.
В 1856—1860 гг. инженер, а с 1860 г. профессор кафедры механики и архитектуры Горыгорецкого земледельческого института, первого в России высшего сельскохозяйственного учебного заведения (ныне Белорусская сельскохозяйственная академия).
За свою общественную и революционную деятельность сослан в Таврическую губернию. Здесь собрал сведения о количестве и качестве воды в селениях, деревнях и колониях Таврической губернии, изданные в 1867 году в Симферополе.
По возвращении публиковался в российском журнале «Труды Вольного экономического общества».
Умер в 1890 году.

## Сочинения
Козловский А. Н. Очерк истории и статистики дренажа в Западной Европе // Журнал Министерства государственных имуществ. Спб., 1859, № 8
Козловский А. Н. Дренажные работы при Горыгорецких учебных заведениях. Ч. 1-2. 1860.
А. Н. Козловский. Сведения о количестве и качестве воды в селениях, деревнях и колониях Таврической губернии, собраны для приведения в известность местностей, крайне нуждающихся в мелкой пресной воде, и составления за тем систематического плана обводнения оных. — Симферополь: Типография С. Г. Спиро, 1867. — 76 с.